# Pisa Sporting Club
El Pisa Sporting Club, anteriorment Associazione Calcio Pisa 1909 és un club de futbol italià de la ciutat de Pisa.
Evolució del nom:
- 1909: Pisa Sporting Club
- 1936: Associazione Calcio Pisa
- 1945: Pisa Sporting Club
- 1994: Pisa Calcio
- 2009: Associazione Calcio Pisa 1909

Després d'haver arribat a la Serie B el 2019, el club es va reanomenar novament Pisa Sporting Club l'estiu de 2021.

## Futbolistes històrics destacats
- Massimiliano Allegri
- Eddy Baggio
- Klaus Berggreen
- Alessandro Birindelli
- Leonardo Bonucci
- Jose Ignacio Castillo
- Alessio Cerci
- Josè Chamot
- Stefano Colantuono
- Carlos Dunga
- Paul Elliot
- Vitali Kutuzov
- Henrik Larsen
- Alessandro Mannini
- Roberto Muzzi
- Michele Padovano
- Lamberto Piovanelli
- Gianluca Savoldi
- Gianluca Signorini
- Diego Pablo Simeone
- Gionatha Spinesi
- Marco Tardelli
- Francesco Tavano
- Samir Ujkani
- Cristian Vieri